# Піннеберг (район)
Піннеберг (нім. Pinneberg) — район у Німеччині, у складі федеральної землі Шлезвіг-Гольштейн. Адміністративний центр — місто Ельмсгорн.

## Населення
Населення району становить 317 085 осіб (станом на 31 грудня 2020).

## Адміністративний поділ
Район складається із 8 самостійних міст, 5 самостійних громад, а також 36 громад (нім. Gemeinden), об'єднаних у 5 об'єднань громад (нім. Ämter).
Дані про населення наведені станом на 31 грудня 2020.
| Самостійні міста/громади: | Самостійні міста/громади: | Самостійні міста/громади:                                                               |
| --- | --- | --------------------------------------------------------------------------------------- |
| - 1. Бармштедт, місто (10428) - 2. Беннінгштедт (4529) - 3. Ведель, місто (33935) - 4. Гальстенбек (17947) - 5. Гасло (3767) | - 6. Гельголанд (1307) - 7. Ельмсгорн, місто (49948) - 8. Квікборн, місто (21659) - 9. Піннеберг, місто (43503) - 10. Реллінген (14388) | - 11. Торнеш, місто (14131) - 12. Шенефельд, місто (19368) - 13. Ютерзен, місто (18595) |

Об'єднання громад:
| - 1. Ельмсгорн-Ланд (13268) [Центр: Ельмсгорн] 1. Зестер (1035) 2. Зестермюге (886) 3. Зет-Екгольт (873) 4. Кляйн-Норденде (3393) 5. Кляйн-Оффензет-Шпаррісгоп (3117) 6. Кельн-Райзік (3426) 7. Раа-Безенбек (538) - 2. Гернеркірхен (4014) [Центр: Бармштедт] 1. Бокель (596) 2. Бранде-Гернеркірхен (1664) 3. Вестергорн (1342) 4. Остергорн (412) | - 3. Гест-унд-Марш-Зюдгольштайн (23769) [Центр: Морреге] 1. Аппен (4849) 2. Газелау (1097) 3. Газельдорф (1816) 4. Гайдграбен (2709) 5. Гайст (2879) 6. Гетлінген (1376) 7. Гольм (3254) 8. Грос-Норденде (778) 9. Морреге (4516) 10. Ноєндайх (495) - 4. Піннау (13624) [Центр: Реллінген] 1. Борстель-Гоенраден (2490) 2. Еллербек (4239) 3. Куммерфельд (2371) 4. Прісдорф (2257) 5. Тангштедт (2267) | - 5. Ранцау (8905) [Центр: Бармштедт] 1. Беферн (589) 2. Більзен (820) 3. Бокгольт-Ганреддер (1305) 4. Булленкулен (380) 5. Геде (762) 6. Гемдінген (1677) 7. Грос-Оффензет-Асперн (463) 8. Еллергоп (1531) 9. Лангельн (598) 10. Луцгорн (780) |